# Hôtel de Luynes (Nantes)
Pour les articles homonymes, voir Hôtel de Luynes.
L'hôtel de Luynes est un hôtel particulier, bâti au XVIIIe siècle, dont l'entrée est située sur sa façade ouest, au no 1 de la rue Du Guesclin, dans le quartier de l'île Feydeau à Nantes, en France. Il présente également une façade sur la rue Kervégan, et une autre sur l'allée Duguay-Trouin. Il a été inscrit au titre des monuments historiques en 1943.

## Historique
Lors du lotissement de l'île Feydeau, acté le 17 décembre 1733, l'actuel no 1 de la rue Du Guesclin correspond au lot no 18. Celui-ci est mis à prix pour 11 000 livres, et adjugé pour 12 500 livres à Guillaume Le Coq.
Entre 1770 et 1775, le riche armateur et négrier Augustin de Luynes, négociant anobli, fait édifier l'immeuble. En 1787, il est vendu au négociant Pierre-Athanase-Augustin Jogues de Guédreville. En 1808, le gendre de ce dernier, François-Marie-Bonaventure du Fou, futur maire de Nantes de 1812 à 1815, aurait fait aménager le second étage dans un style Empire avant la venue de Napoléon Ier à Nantes, dans l'espoir — déçu — d'y accueillir le souverain.
Le bâtiment est inscrit au titre des monuments historiques par arrêté du 9 juin 1943.
Il subit de graves dommages lors des bombardements de Nantes lors de la Seconde Guerre mondiale. Après-guerre, des travaux de restauration sont entrepris, mais ils n'empêchent pas la fragilisation croissante de la structure, à tel point qu'un arrêté de démolition est prononcé en 1968. Mais, au début des années 1970, les façades sont refaites d'après le dessin d'origine.

## Architecture
Ce bâtiment est un des plus tardifs du lotissement. Son organisation s'inspire de celle de l'hôtel Grou, à la différence notable que la desserte des étages se fait par un escalier unique, sur voûte. Cette unicité indique bien l'usage d'hôtel particulier de l'immeuble.
La façade nord, sur l'allée Duguay-Trouin, présente deux rangées de balcons sur trompe, formant une structure pyramidale fidèle au style déjà répandu sur l'île Feydeau. Cependant, l'influence du style néo-classique de Jean-Baptiste Ceineray, à la tête des projets urbains municipaux à partir de 1760 et jusqu'en 1780, se fait sentir dans la composition. Les jambes latérales encadrent une façade légèrement en retrait, et les éléments constituant ou décorant les ouvertures sont à leur tour en retrait. Depuis la reconstruction des années 1970, les façades ne sont plus en tuffeau mais en pierre des Charentes, matériau réputé moins friable.
Le décor Empire de l'appartement du second étage est rare à Nantes. Il est proche de celui, disparu sous les bombardements de la Seconde Guerre mondiale, de la chambre de commerce de Nantes, dont Bonaventure du Fou a été président.